# وحدات مكافحة الأرهاب
وحدات مكافحة الأرهاب (بالكردية: Yekîneyên Antî Teror‏) اختصارًا YAT، هي قوات خاصة تابعة لقوات سوريا الديمقراطية، وتتألف من نخبة تم اختيارهم من وحدات حماية الشعب، ووحدات حماية المرأة. قائد الوحدات منذ تأسيسها حتى 2017، هو القائد الكردي-السوري علي بوتان. الوحدات تلقت تدريبات مكثفة من قبل القوات الخاصة الأمريكية، ووكالة المخابرات المركزية.

## خلفية تاريخية
تشكلت كقوة خاصة تابعة لوحدات حماية الشعب في أواخر عام 2014، وكان الهدف من تأسيسها البحث عن الخلايا النائمة لتنظيم داعش والقضاء عليها في إقليم شمال وشرق سوريا المعروف باسم روجافا، كذلك القيام بعمليات خلف خطوط العدو. تم اختيار أفراد هذه الوحدة بناء على الخبرة والقوة وجودة التدريب من مختلف القوات الكوردية، في البداية كانت الوحدات مجرد «اسم على الورق فقط» ولم تكن حقًا قوة عسكرية على الأرض، الإ أنها تغيرت وأصبحت قوة حقيقية على الأرض بعد أن قام علي بوتان باعادة تشكيل الوحدات وتطويرها، وإعطاء أعضاء الوحدات تدريبات مكثفة مشابهه للدورات التدريبية التي تقوم بها القوات الخاصة الامريكية والبريطانية، كما قام بتسليح الوحدات بأفضل المعدات التي تملكها القوات الكردية. وبعد زيادة التعاون بين القوات الكوردية والولايات المتحدة، قدمت القوات الخاصة الأمريكية، ووكالة المخابرات المركزية دورات تدريبية اضافية ومتقدمة للوحدات في مجمعات خاصة في روجافا والأردن، بينما تم إرسال بعض قيادات الوحدات إلى فورت براج، وفورت كامبل لإعطائهم دورات مكثفة خاصة.
بعد التطويرات التي حدثت للوحدات قامت بتنفيذ العديد من الغارات ضد أهداف داعش على جبل عبد العزيز في سوريا، كما قامت بعمليات استباقية لضرب الخلايا النائمة للداعش، كما كان لها دور في وقف هجمات داعش الإرهابية. في سبتمبر 2016، أسرت الوحدات اثنين من مقاتلي فرقة السلطان مراد الذين سبق تصويرهم وهم يعذبون مقاتلي وحدات حماية الشعب في جرابلس.
في نوفمبر 2016، تعرض قائد الوحدات علي بوتان لهجوم مسلح استهدف سيارته في قرية البوير قرب مدينة القامشلي التابعة لمحافظة الحسكة، وحاول أحد الأطباء الأمريكيين في القوات الخاصة الأمريكية إنقاذ حياته، إلا أنه توفي متأثراً بجراحه. وتدعي مصادر محلية في محافظة الحسكة بأن عملية الاغتيال قد نفذتها خلايا مرتبطة بالاستخبارات التركية. ادعت وكالة الأناضول التركية الموالية للحكومة بأن بوتان كان مسؤولاً عن تدريب وإرسال المقاتلين والانتحاريين الأكراد لتنفيذ العمليات في الأراضي التركية.
في أبريل 2017، قامت الوحدات بمساعدة القوات الخاصة الأمريكية في انتزاع أجزاء من سد الطبقة من قبضة داعش. خلال المعركة، قامت الولايات المتحدة بتجهيز كوماندوز الوحدات بخوذات قتالية متطورة، وأجهزة رؤية ليلية من نوع AN / PVS-7، ومصابيح يدوية، وبنادق إم-4 مزودة بأجهزة ليزر من نوع AN / PEQ-2، ومناظير بندقية هولوغرافية، ومخازن بندقية من نوع STANAG.
في 21 يونيو 2017، أسرت الوحدات خمسة مقاتلين في خلية نائمة لداعش كانوا على وشك القيام بهجوم إرهابي في منبج. في يناير 2018، قتلت وحدات مكافحة الإرهاب العقل المدبر لتفجيرات القامشلي المدعو حسين البليبل أبو الوليد، في عملية خاصة في محافظة دير الزور. في نفس الشهر، أسرت الوحدات حوالي عشرين مقاتل لتنظيم داعش أثناء محاولتهم الفرار من سوريا إلى تركيا. أحد المعتقلين كان “توماس بارنوين ” المعروف بـ “أبو أحمد الفرنسي” ، وهو جهادي فرنسي يُعتبر أحد المخططين لحادثة ميدي بيرينيه 2012، وهجمات باريس 2015.
تشارك الوحدات حاليًا في مقاومة العملية العسكرية التركية في عفرين في عام 2018، كما قتل بعض أفرادها على أيدي القوات المسلحة التركية أثناء المقاومة. وبحسب ادعاء كوردي أن الوحدات أوقفت هجومًا إرهابيًا في الحسكة في 20 فبراير 2018، وأتهمت القوات الموالية لتركيا بالوقوف وراء عملية التفجير.

## صور

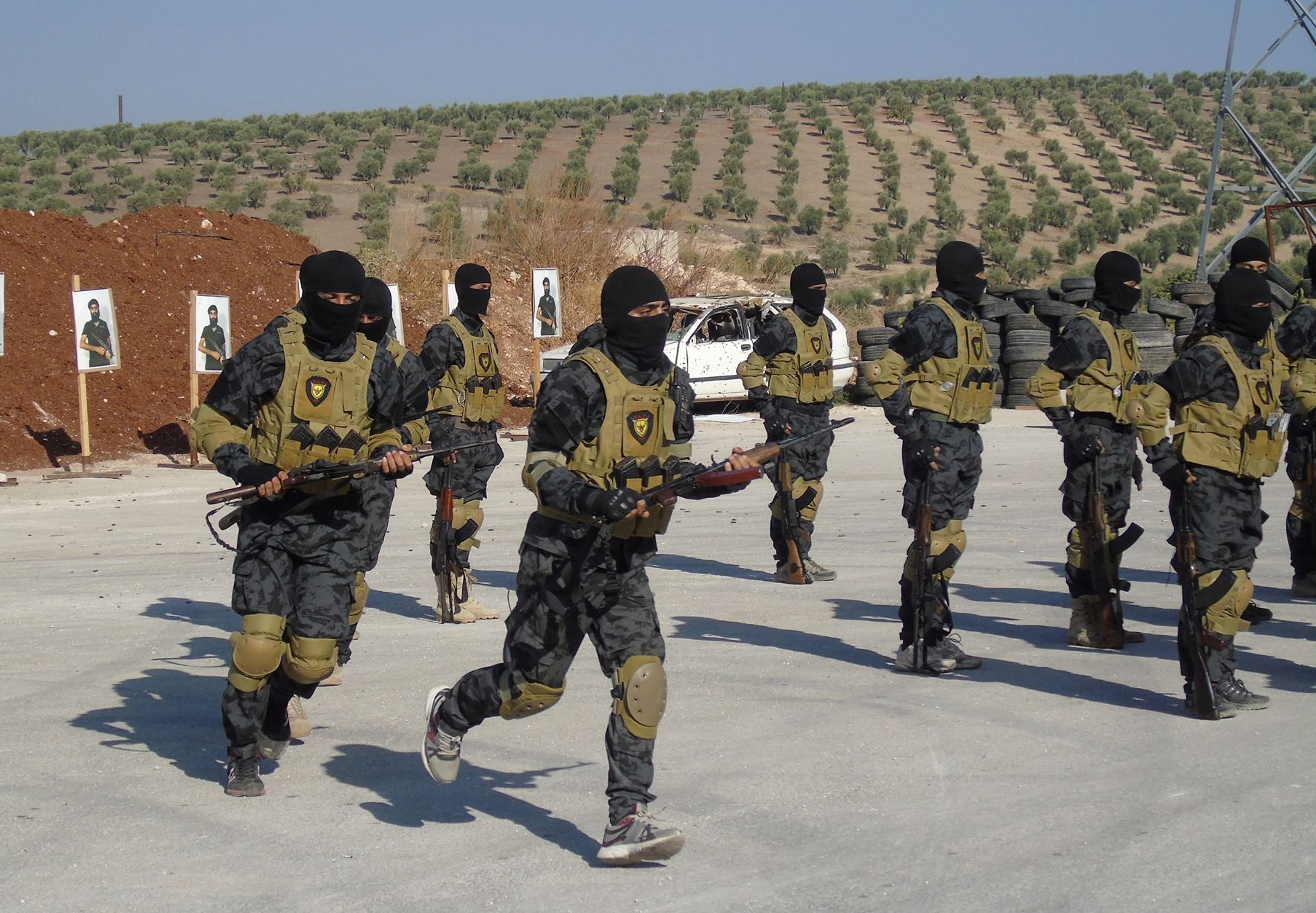
مقاتلي وحدات مكافحة الأرهاب أثناء التدريب
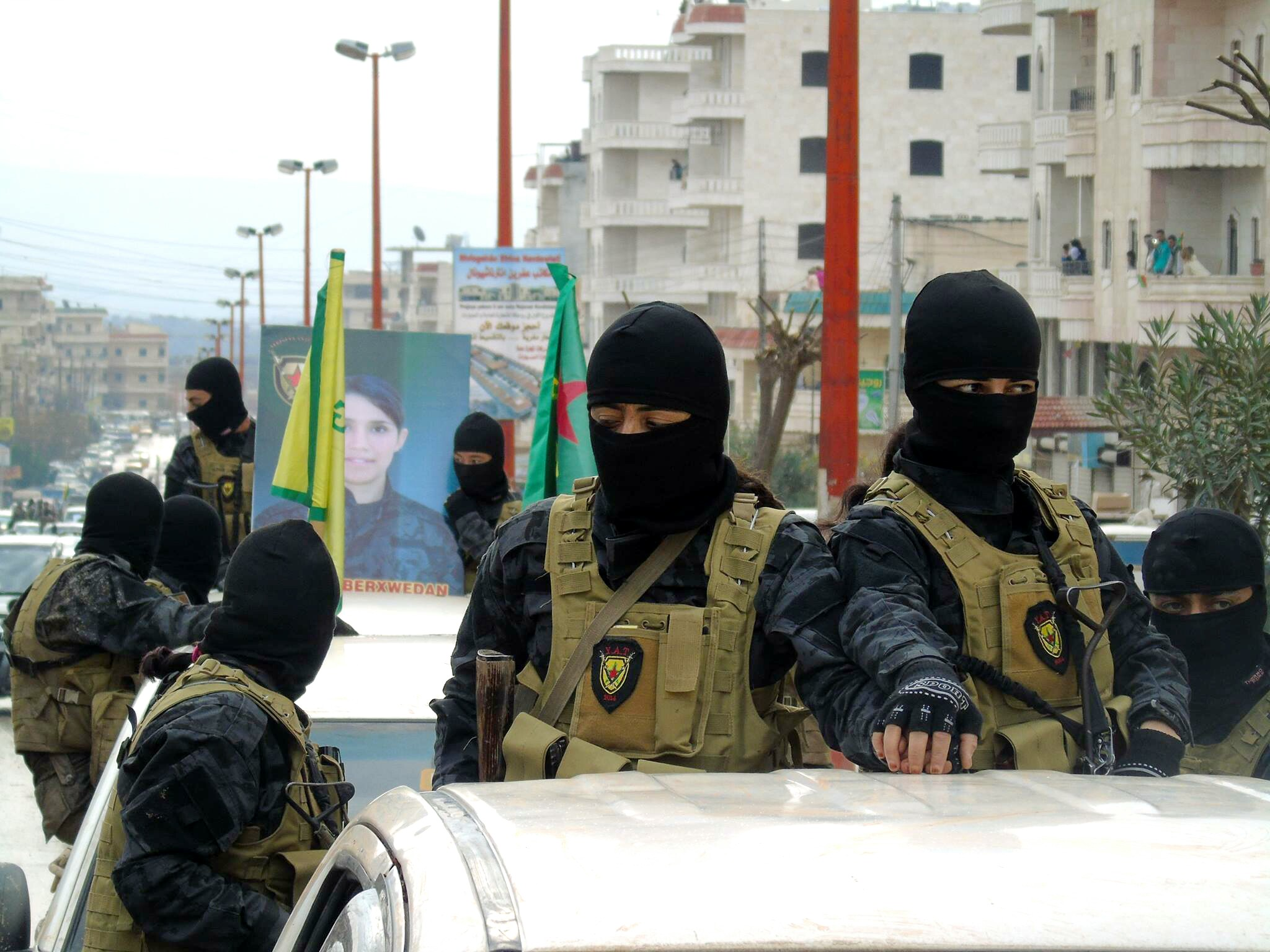
مقاتلي وحدات مكافحة الأرهاب في عرض عسكري تكريما لمقاتلة ميته تابعة للوحدات
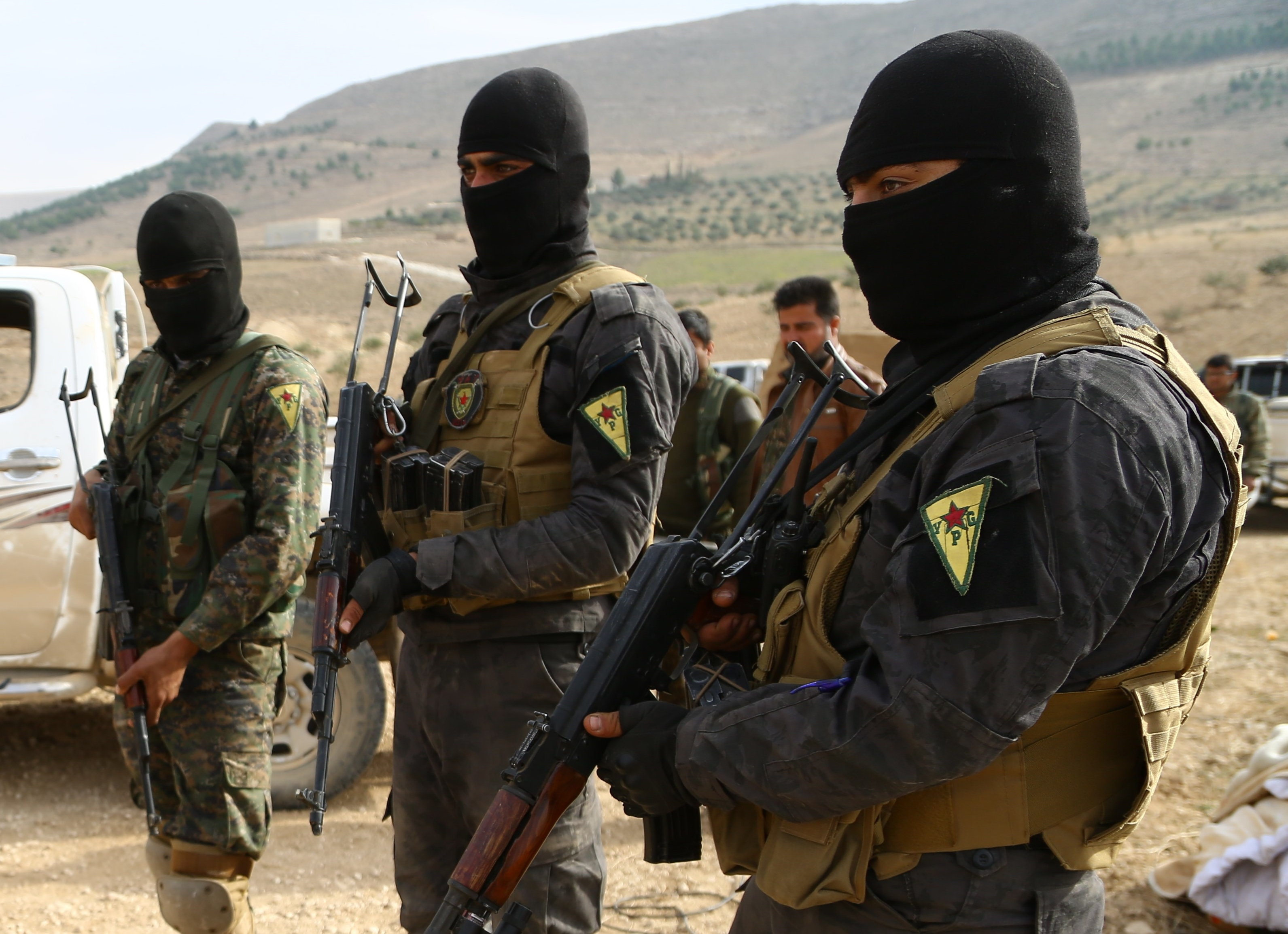
مقاتلي وحدات مكافحة الأرهاب في أواخر 2015
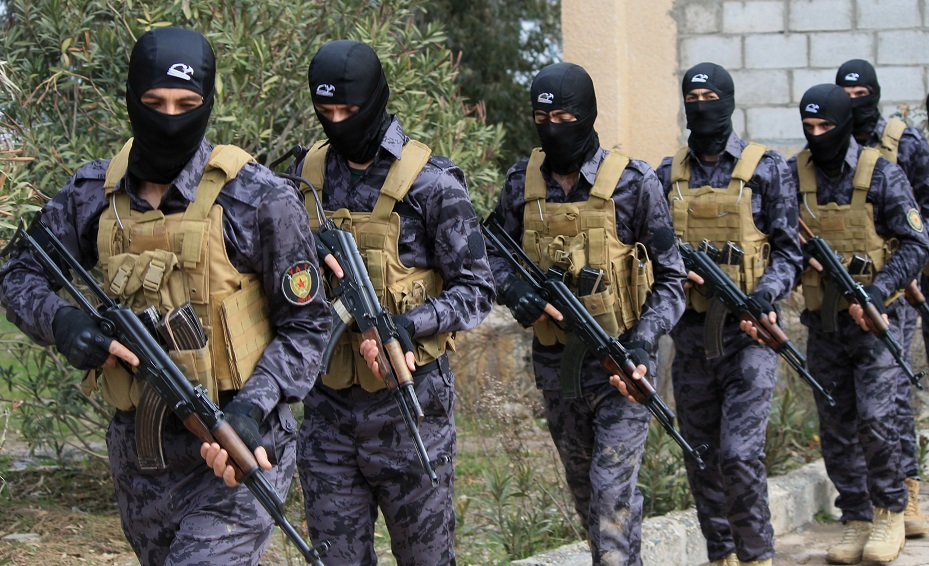
مقاتلي وحدات مكافحة الأرهاب في منتصف عام 2016
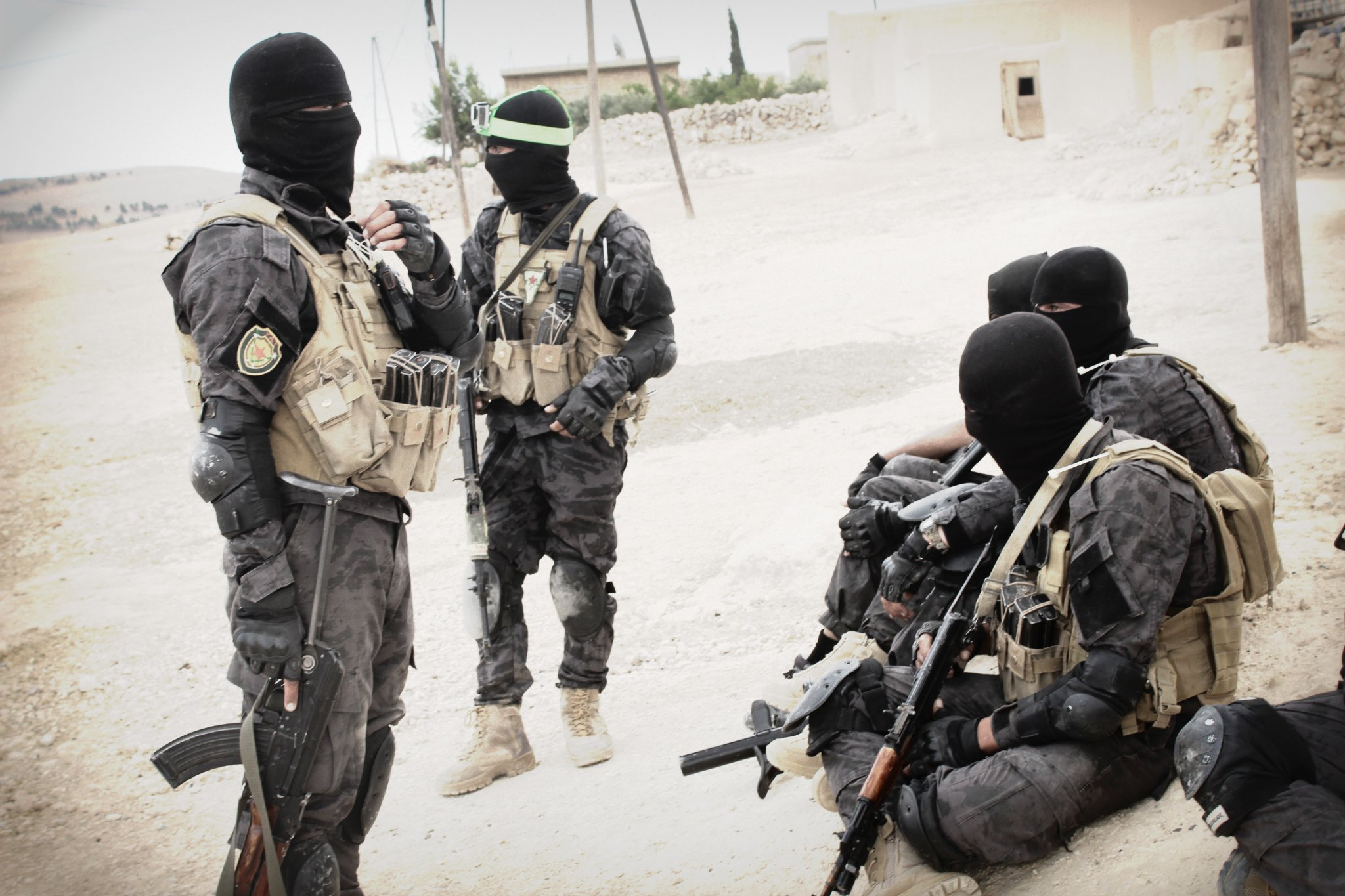
مقاتلي وحدات مكافحة الأرهاب في منتصف عام 2016